# Тікілешть (Бреїла)
Тікілешть, Тікілешті (рум. Tichilești) — село у повіті Бреїла в Румунії. Входить до складу комуни Тікілешть.
Село розташоване на відстані 162 км на північний схід від Бухареста, 15 км на південь від Бреїли, 121 км на північний захід від Констанци, 34 км на південь від Галаца.

## Населення
За даними перепису населення 2002 року у селі проживали 3993 особи.
Національний склад населення села:
| Національність | Кількість осіб | Відсоток |
| -------------- | -------------- | -------- |
| румуни         | 3963           | 99,2%    |
| цигани         | 25             | 0,6%     |

Рідною мовою назвали:
| Мова      | Кількість осіб | Відсоток |
| --------- | -------------- | -------- |
| румунська | 3965           | 99,3%    |
| циганська | 25             | 0,6%     |